# Elodina parthia
Elodina parthia is een vlindersoort uit de familie van de Pieridae (witjes), onderfamilie Pierinae.
Elodina parthia werd in 1853 beschreven door Hewitson.